# SARSコロナウイルス2-ベータ株
SARSコロナウイルス2-ベータ株（サーズコロナウイルスツー ベータかぶ、英語: SARS-CoV-2 Beta variant、別名: 系統 B.1.351、501.V2、20H/501Y.V2〈旧: 20C/501Y.V2〉、VOC‑20DEC‑02〈旧: VOC-202012/02〉）は、新型コロナウイルス感染症 (COVID-19) の原因ウイルスとして知られるSARSコロナウイルス2 (SARS-CoV-2) の変異株である。2020年10月に南アフリカ共和国の東ケープ州ネルソン・マンデラ・ベイ大都市圏で最初に確認されたため、日本では通称南アフリカ型変異株として知られている。
世界保健機関（WHO）は懸念される変異株（VOC）に指定し、WHOラベルではベータ株（Beta variant）に分類していたが、2022年4月時点でVOCから除外されている。

## 特徴
2020年12月18日、南アフリカ共和国保険局により報告された。この変異体の有病率は、基礎となる健康状態のない若者の間で高く、他の変異株と比較して、これらの症例ではより頻繁に重篤な病気を引き起こすと報告された。同保健局はまた、この変異株が他の初期のウイルスの変異株よりも速いペースで広がっているため、この変異株が同国内でのCOVID-19パンデミック（英語版）の第2波を引き起こしている可能性があることを示した。
ウイルスのスパイクタンパク質の受容体結合ドメイン (RBD) に N501Y、K417N、E484Kの3つの変異があるため、変異体にはヒト細胞への付着を容易にするいくつかの変異が含まれていることに注目された。N501Y変異は英国の変異株（アルファ株）でも検出されている。

## 分類

### 命名
2020年5月、この系統が南アフリカ共和国で初めて記録され、後に系統 B.1.351（lineage B.1.351）と命名された。2021年5月末、WHOは懸念される変異株（VOC）や注目すべき変異株（VOI）にギリシャ文字を使用する新しい方針を導入した後、系統 B.1.351に対しベータ（β:Beta）のラベルを割り当てた。

### 変異

スパイクタンパク質に焦点を当てたSARS-CoV-2のゲノムマップ上にプロットされたベータ株のアミノ酸変異。

## ワクチンの有効性
アストラゼネカ社のワクチン（AZD1222）はB.1.351変異株には有効性が低いとされる。